# Общество бывших политкаторжан и ссыльнопоселенцев
Общество бывших политкаторжан и ссыльнопоселенцев (ОБПКиС, ОПК) — общественная организация в СССР, работавшая в 1921—1935 годах. Её основной целью было ведение научно-исследовательской, выставочной, просветительской и издательской деятельности, касающейся жизни и быта каторги и ссылки в дореволюционное время. Ликвидировано решением Президиума ЦИК СССР от 25 июня 1935 года.

## Предыстория
Каторга и политическая ссылка как средство наказания стали активно применяться в России с середины XVII века. Указы 1753—1754 гг. отменяли смертную казнь и вводили взамен её вечную каторгу.
В 1822 году при участии М. М. Сперанского были выработаны и приняты «Устав о ссыльных» и «Устав об этапах в сибирских губерниях», создававшие специальные экспедиции о ссыльных при губернских и областных правлениях. С 1826 года общий надзор над каторжанами и ссыльнопоселенцами осуществляло Третье отделение.
Во второй четверти XIX века на каторгу в Сибирь и в ссылку на Кавказ отправлялись декабристы и петрашевцы. В 1831 году на каторгу и в ссылку в Сибирь были отправлены участники Польского восстания 1830—1831 гг. Кроме того, существовала и нередко применялась на практике административная ссылка «по высочайшему повелению». Среди подвергнутых этой мере — А. С. Пушкин, А. И. Герцен, Н. П. Огарёв и другие.
Во второй половине XIX века в политическую ссылку направлялись участники крестьянских волнений, деятели революционного движения 60-х годов XIX века, участники Польского восстания 1863—1864 гг. (18 623 человека). В 1867 году в Восточную Сибирь были высланы члены Ишутинского кружка, в 1870—1880-е годы — участники народнических и народовольческих организаций, а также революционного настроенные рабочие. Начиная с конца XIX века в ссылку и на каторгу отправляли членов марксистских кружков и организаций. К началу XX века в Сибири находилось 298 577 ссыльных, из них около половины — административные. В марте 1917 года Временным правительством была объявлена общая политическая амнистия.

## История общества

### Основание общества
Инициатива создания общества бывших политических каторжан и ссыльных поселенцев принадлежит П. П. Маслову, созвавшему вместе с Д. И. Новомирским учредительную группу в марте 1920 года. На вечере, проводимом 14 марта 1920 года в Москве и посвящённом третьей годовщине освобождения из царских тюрьм (по амнистии Временного правительства в 1917 году), были избраны председатель (М. П. Томский) и секретарь (Д. И. Новомирский) общества, получившего название «Всероссийская лига политических каторжан». Однако его деятельность по неустановленным причинам вскоре была прекращена.
В марте 1921 года П. П. Маслов и Д. И. Новомирский предприняли очередную попытку создания общества бывших политических каторжан и ссыльных поселенцев путём публикации в «Известиях» призыва к сбору материалов по истории революционного движения. Эти данные собирались для публикации тематического сборника, с целью чего были созданы литературная, организационная и бюджетная комиссии. В их состав вошли П. П. Маслов, Н. А. Морозов, М. И. Осинский, Г. М. Крамаров, Л. А. Старр, В. А. Плесков, А. А. Биценко, В. М. Боброва-Тарасова, Ф. Н. Радзиловская, В. И. Горовиц, А. С. Пигит, М. А. Веденяпин, С. М. Темкин, Ф. К. Врублевский, Б. С. Бернштейн, И. М. Гейцман, Ф. Сенюшкин и другие. Именно эти люди являются основателями общества бывших политкаторжан и ссыльнопоселенцев. Выпуск сборника, ставшего первым томом журнала «Каторга и ссылка», был приурочен к четвёртой годовщине амнистии политическим заключённым. Торжества по этому поводу состоялись 12 марта 1921 года в Голубом зале Дома Союзов в Москве. Этот день принято считать днём основания ОБПКиС.

### Попытка закрытия в 1922 году
В июне 1922 года бюро коммунистической фракции ОБПКиС выступило с заявлением в котором говорилось, что некоторые члены общества (меньшевики, эсеры и анархисты) поддерживают «политических заключённых нового типа» и проводят линию партий, оппозиционных советской власти. В связи с этим бюро коммунистической фракции ОБПКиС поставило вопрос «чистки» членов общества и усиления влияния коммунистов в нём. В мае 1922 года была проведена перерегистрация членов ОБПКиС. В августе 1922 года Томский и Рудзутак пытались закрыть ОБПКиС по политическим мотивам. Историк Марк Юнге связывает это с нарастающим давлением со стороны власти по причине осуществляемой обществом поддержки политических заключённых в советских тюрьмах и процессом против ЦК партии эсеров летом 1922 года.
В конце 1922 года обновлённый состав ОБПКиС совместно с Коминтерном и Обществом старых большевиков основали МОПР, целью которого было оказание помощи «борцам за дело революции, томящимся в капиталистических тюрьмах».

### Структура общества и его реорганизация
Изначально общество объединяло представителей различных поколений и политических течений революционного движения. Высшим органом ОБПКиС было Общее собрание членов общества, на котором сроком на год избирались ревизионная комиссия и исполнительный орган под названием Совет. В состав первого Совета входили А. А. Биценко, С. Ф. Корочкин, П. П. Маслов, В. А. Плесков, Ф. Сенюшкин, М. П. Томский и Л. А. Старр (секретарь Совета). Руководство Советом осуществлял избиравшийся из его среды староста (первым старостой стал М. П. Томский, его заместителем — П. П. Маслов). В подчинении у Совета находились комиссии: организационная, бюджетная, клубная, литературная и комиссия по помощи голодающим (с лета 1921 года). Решения принимались большинством голосов.
После перерегистрации членов ОБПКиС в 1923—1924 гг., вызванной инициированной коммунистической фракцией «чисткой» Общества, его численность и структура резко изменилась. Из него был исключён и выбыл 791 человек. В результате переизбрания Совета и ревизионной комиссии их состав покинули ключевые члены общества (В. А. Плесков, Дубинский, Мухин, Л. Н. Андреев). В начале декабря 1922 года Совет был расширен с 9 до 27 членов, в 1924 году численность Совета увеличилась до 32 человек. Функция принятия решений сосредоточилась в руках коммунистической фракции в Совете ОБПКиС, при этом Общее собрание стало созываться реже (с 1924 года его функции перешли ко Всесоюзному съезду). В обновленном составе Советом был избран Президиум (И. А. Теодорович, В. Д. Виленский-Сибиряков, С. С. Пестковский, А. В. Якимова-Диковская, М. П. Шебалин, М. Ф. Фроленко, Львов, Б. А. Бреслав). Должность старосты исполнял И. А. Теодорович, до последнего препятствовавший радикальному изменению структуры общества. Его заместителями были В. Д. Виленский-Сибиряков и Г. Крамаров. С марта 1924 года старостой Общества стал вступивший в него в этом же месяце Рудзутак; вместо Л. А. Старр секретарём Совета был назначен Б. А. Бреслав. Также были внесены изменения в Устав Общества: согласно его обновленной версии, членами ОБПКиС теперь могли стать только те, кто «не скомпрометировали себя перед советской властью». С 1924 года ОБПКиС преобразовано во всесоюзную организацию.
В конце 1927 года руководство ОБПКиС принял на себя Е. Ярославский, поставивший на руководящие посты своих кандидатов. В связи с этим заметно усилился контроль коммунистической фракции над структурными элементами Общества. В условиях непрекращающегося давления и усиливающейся цензуры началось постепенное превращение ОБПКиС в пропагандистский институт партии: «Уже с IV Всесоюзного съезда ОПК в апреле 1931 года агитационная и пропагандистская работа стала важнейшей сферой деятельности общества. Это означало, что историографическая деятельность ОПК измерялась теперь прежде всего тем, какую пользу она приносила советскому государству и партии большевиков».
Среди членов ОБПКиС были видные участники революционного движения: В. Д. Виленский (Сибиряков), В. Н. Фигнер, Л. Г. Дейч, Н. С. Тютчев, Ф. Я. Кон, М. Ф. Фроленко, А. В. Якимова-Диковская, А. В. Прибылёв, А. П. Прибылёва-Корба, Ф. Н. Петров, В. А. Быстрянский, Н. А. Скрыпник, И. А. Теодорович, В. А. Жданов и др. В 1928 ОБПКиС имело свыше 50 филиалов. Их сотрудники выступали с докладами и лекциями перед рабочими, учащимися, красноармейцами. В 1924, 1925, 1928, 1931 годах состоялись всесоюзные съезды общества.

### Письмо Веры Фигнер с критикой общества
Ответом на произведённые «чистки» в ОБПКиС и его реорганизацию стало письмо Веры Фигнер. Оно было отправлено ею Ярославскому 17 июля 1932 года в ответ на предложение вступить в ОБПКиС. В письме Фигнер указывает на превращение ОБПКиС в инструмент политики и сетует об установлении монополии политической фракции большевиков в продвижении и принятии решений от лица всего ОБПКиС:

Ваше извещение от 8.VII привело меня в смущение и побуждает объяснить вам, почему до сих пор принципиально я не вступила в О-во.
1. Я принципиальная противница смертной казни и дважды вместе с некоторыми старыми товарищами по революционному движению подавала во ВЦИК петицию об отмене её.
Между тем О-во, втянутое в политику, ставится иногда в необходимость высказаться по поводу применения этой репрессии и, увы, выражает одобрение применению её.
2. Не зная современного метода политического расследования дел, в которых на карте стоит свобода и жизнь человека, не зная, чем вызываются признания подследственных виновности своей при полном отсутствии её, О-во, втянутое в политику, ставится в необходимость давать резолюцию, одобряющую деятельность ГПУ, и, увы, дает одобрительную санкцию.
3. Следуя тому, что делается в правительственных учреждениях, О-во, втянутое в политику, производит «чистку», употребляя недопустимое вторжение во внутреннее «я» человека, и практикует то, что возмущает всех мыслящих людей унижением человеческой личности, — вместо того, чтобы поднять свой голос против этого метода контроля, противоречащего всей нашей прежней революционной этике.
4. Втянутое в политику О-во, как все русские граждане, стремившиеся к свободе, гражданскому и социальному равенству, терпят неравенство, имея монопольную политическую фракцию и подъяремное большинство, именуемое беспартийным. Положение этих двух сторон я считаю ненормальным и для составляющих большинство — унизительным.
… Находясь официально вне О-ва, я всегда чувствовала тягость своего положения: революционная среда — моя родная среда. С О-вом, с совокупностью его членов я связана неразрывными узами, связана всей жизнью, жизнью революционера и жизнью человека.
… Я пишу вам все это, руководствуясь единственно тем, что не могу и не хочу получить знак доверия и почета воровским способом. Судите сами!
У меня же нет ни мелкого тщеславия, ни мелкого честолюбия.
Вера Фигнер

Тем не менее, в начале 1933 года Вера Фигнер вступает в ОБПКиС (член общества с билетом № 2901). Причиной вступления в Общество стало вовлечение в конфликт Кагановича и Постышева, а также недвусмысленное ответное письмо самого Ярославского (1 августа 1932 года), в котором он обвинял В. Н. Фигнер в «чуждой революции точке зрения»: «Ваше письмо заставляет нас пересмотреть и это наше отношение к Вам. Ибо Ваше письмо, в котором Вы упрекаете Об-во в том, что оно „втянуто в политику“, также проповедует особую политику. И здесь мы обязаны внести ясность. Наша политика — это политика пролетарской социалистической революции. Вы же проповедуете политику разоружения перед врагами революции, политику либерализма, пацифизма, обывательского отношения к величайшей борьбе наших дней. Сейчас нет и не может быть „нейтральных“ в этой борьбе людей…». Спустя три года ОБПКиС будет ликвидировано решением Президиума ЦИК СССР.

### Ликвидация общества
ОБПКиС было ликвидировано решением Президиума ЦИК СССР от 25 июня 1935 года. В состав правительственной комиссии по ликвидации ОБПКиС вошли Акулов (председатель), Ежов, Петерс и Наговицын. ОБПКиС представляли С. Корочкин и Ярославский.
«В 1935 году началось решительное наступление сталинистов на историческую науку, ставившее своей целью „огосударствление“ памяти о прошлом. История, определяющая законность любой власти, была полностью пересмотрена, переработана и превращена в „конкретную науку“, „объективную истину“, в „грозное оружие в борьбе за социализм“, по определению Сталина. В марте 1935 г. произведения Троцкого, Зиновьева и Каменева, как и большое количество других „устаревших“ и неугодных книг политического или исторического содержания, были изъяты из библиотек. 25 мая постановлением ЦК было упразднено Общество старых большевиков. Месяцем позже было ликвидировано Общество бывших политкаторжан. Этим двум организациям вменялось в вину, что они ходатайствовали об отмене смертной казни для членов оппозиции и слишком усердствовали в культивировании революционного духа прежних лет — иными словами, хранили память о прошлом партии» / Николя Верт
Историк Ю. А. Курбатов объясняет закрытие ОБПКиС консолидацией «сталинской феодально-бюрокартической системы», при которой «услуги старой революционной гвардии» не были больше нужны. Историк Роберт Конквест называет в качестве главной причины ликвидации ОБПКиС тот факт, что оно вместе с Обществом старых большевиков «занималось сбором подписей во влиятельных кругах под петицией в Политбюро против казни участников оппозиции». По мнению историка Марка Юнге, ликвидация ОБПКиС стала «целостной частью в общей государственной политике в отношении общеполезных общественных организаций. Из 338 существовавших между 1917 и 1939 гг. обществ, объединений и фондов в 1940 г. оставались только 39, причем по поводу 37 организаций нет более подробных данных и тем самым количество закрытий может оказаться гораздо более высоким».
После ликвидации ОБПКиС большинство членов общества были расстреляны или оказались в сталинских лагерях. Часть материалов ликвидированного общества поступила в фонды Архивного управления, часть — в основанный самими же членами ОБПКиС музей «Каторга и ссылка», переименованный после ликвидации организации в музей «Большевики на царской каторге и ссылке». Основной экспозицией реорганизованного музея стала выставка «Побег Сталина».

## Деятельность общества

### Научно-исследовательская деятельность
Научно-исследовательская деятельность проводилась посредством работы исторических комиссий, кружков, секций и землячеств (объединявших людей по месту отбывания наказания — «александровцы», «нерчинцы», Орловское землячество и т. д.). В 1923 году была основана комиссия по подготовке столетнего юбилея восстания декабристов, в 1925 — «Народническая секция», в 1926 — секция по исследованию революции 1905 года, в 1927 — секция «Утопический социализм в России», в 1928 — секция «Влияние политической ссылки на население Сибири». Помимо непосредственных членов ОБПКиС в исследовательской работе принимали участие профессиональные историки и архивисты, учёные, литературоведы, представители библиотеки им. Ленина, Музея Революции, Исторического музея, Этнографического института, Союза писателей и других организаций.

### Музей и архив
На основе собранных материалов в 1925 году в Москве членами ОБПКиС был создан музей «Каторга и ссылка», экспозиция которого по объёму и составу представленных предметов превзошла выставочное пространство Музея Революции. Сотрудниками музейной комиссии при ОБПКиС было собрано «в оригиналах и копиях до 10 тысяч портретов деятелей всех поколений революционеров, фотографии тюрем, видов бытового характера о тюрьме, каторге и ссылке, документы, рукописи, реликвии, художественные тюремные работы политических ссыльных … Кроме того, был собран фонд снимков бытового и этнографического характера, который составлял 8 тысяч экземпляров и систематизирован в сотни фотоальбомов. Фонд негативов составлял 14 тысяч экземпляров, в фонде музея сосредоточились также художественные экспонаты: скульптуры, модели, макеты».
В музее «Каторга и ссылка» была представлена история революционного движения в России с XVII века до современности. При входе посетителей встречала большая художественная диаграмма, изображающая рост репрессий против революционеров с 1820 (накануне восстания декабристов) по 1917 год. Здесь же была представлена полная обстановка одиночной камеры. Несколько комнат музея были посвящены каторге и политической ссылке. В музее также предусматривались отделы «каторга и ссылка после первой русской революции» и «история и деятельность Общества политкаторжан». Последняя комната была посвящена октябрьским событиям 1917 года
Первым заведующим музеем и первым экскурсоводом был бывший узник Александровского централа В. Ю. Ульянинский, затем его сменила В. Светлова (впоследствии отстранена от работы по политическим мотивам). С 1933 года руководство музеем «Каторга и ссылка» осуществлял В. Д. Виленский-Сибиряков.
Кроме того, ОБПКиС организовывало клубы, читальни и библиотеки, в которых проводились лекции и зачитывались доклады.

### Издательская деятельность
Сбор и систематизация материалов о революционном прошлом велись не только с целью создания архива и музея, но и для их публикации. Периодическими органами общества были журналы «Каторга и ссылка» (1921—1935) и «Бюллетень Центрального совета Всесоюзного общества бывших политкаторжан и ссыльнопоселенцев» (1929—1933). В состав редакции журнала «Каторга и ссылка» входили А. Биценко, Л. Старр, Г. Крамаров, В. Плесков и П. Маслов. С 1925 года ОБПКиС издавало серии «Историко-революционная библиотека» и «Классики революционной мысли домарксистского периода». Были изданы сочинения и материалы о жизни и деятельности А. И. Герцена, Н. Г. Чернышевского, Н. А. Добролюбова, М. А. Бакунина, П. Н. Ткачева, В. Фигнер и др., материалы о декабристах, народничестве, рабочем движении, царской тюрьме, каторге и ссылке. Вышли книги В. И. Невского, Н. М. Дружинина, Н. С. Тютчева, Б. П. Козьмина.
Одним из основных направлений научно-издательской деятельности ОБПКиС стало многотомное издание библиографического словаря «Деятели революционного движения в России. От предшественников декабристов до падения царизма». Целью издания было «дать по возможности исчерпывающий список участников нашего революционного движения за сто лет». Из предполагаемых 10 томов с 1927 по 1934 год ОБПКиС успело выпустить всего 4: I, II, III (вып. 1 и 2) и V (вып. 1 и 2). Том IV, как и последующие тома, а также другие запланированные проекты изданы не были, так как решением Президиума ЦИК СССР от 25 июня 1935 года ОБПКиС было ликвидировано.
Периодические издания
- «Каторга и ссылка» (1921—1935)
- «Бюллетень Центрального совета Всесоюзного общества бывших политкаторжан и ссыльнопоселенцев» (1929—1933)

Серия «Историко-революционная библиотека»
- Мошинский, И. Н. На путях к I-му съезду РСДРП: 90-е годы в Киевском подполье. — М.: Всесоюз. о-во полит. каторжан и ссыльно-поселенцев, 1928. — 211 с. : портр. — (Историко-революционная библиотека : Воспоминания, исследования, документы и др. материалы из истории революционного прошлого России; Кн. 32)
- Охрана и революция : к истории тайных политических организаций, существовавших во времена самодержавия. — М.: Всесоюзное общество политкаторжан и ссыльно-поселенцев, 1929. — С. 30-43. — 144 с. — (Историко-революционная библиотека)
- Восстание военных поселян Новгородской губернии в 1831 г. — М.: Изд-во политкаторжан, 1934, 254 с. — серия: Историко-революционная библиотека : воспоминания, исследования, документы и другие материалы из истории революционного прошлого России — № 9 (98)

Серия «Дешёвая историко-революционная библиотека»
- Пугачёвщина. — М.: Издательство Всесоюзного общества политкаторжан и ссыльнопоселенцев, 1931. — 90 с. — (Дешёвая историко-революционная библиотека).
- Восстание военных поселян в 1817—1831 гг. — М.: Изд-во политкаторжан, 1935, 82 с. — серия: Дешёвая историко-революционная библиотека, 1934, № 11 — 12

Серия «Классики революционной мысли домарксистского периода»
- П. Л. Лавров Избранные сочинения на социально-политические темы в 8 томах. М.: Изд-во политкаторжан, 1934
- В. А. Зайцев Избранные сочинения в 2-х томах. — М.: Изд-во Всесоюз. о-ва политкаторжан и ссыльно-поселенцев, 1934
- И. П. Пнин Сочинения / Подг. к печати и комментарии В. Н. Орлова. — М.: изд-во Всесоюз. о-ва политкаторжан и ссыльно-поселенцев, 1934

Библиографический словарь «Деятели революционного движения в России. От предшественников декабристов до падения царизма»
- Деятели революционного движения в России. Био-библиографический словарь. Том первый: От предшественников декабристов до конца «Народной воли». Часть первая: до 50-х гг. XIX в., М.: Всесоюзное общество политических каторжан и ссыльно-поселенцев, 1927
- Деятели революционного движения в России. Био-библиографический словарь. Том первый: От предшественников декабристов до конца «Народной воли». Часть вторая: шестидесятые годы, М.: Всесоюзное общество политических каторжан и ссыльно-поселенцев, 1928
- Деятели революционного движения в России. Био-библиографический словарь. Том второй: семидесятые годы. Выпуск 1. А-Е. М.: Всесоюзное общество политических каторжан и ссыльно-поселенцев, 1929
- Деятели революционного движения в России. Био-библиографический словарь. Том второй: семидесятые годы. Выпуск 2. Ж-Л. М.: Всесоюзное общество политических каторжан и ссыльно-поселенцев, 1930
- Деятели революционного движения в России. Био-библиографический словарь. Том второй: семидесятые годы. Выпуск 3. М-Р. М.: Всесоюзное общество политических каторжан и ссыльно-поселенцев, 1931
- Деятели революционного движения в России. Био-библиографический словарь. Том второй: семидесятые годы. Выпуск 4. С-Я. М.: Всесоюзное общество политических каторжан и ссыльно-поселенцев, 1932
- Деятели революционного движения в России. Био-библиографический словарь. Том третий: восьмидесятые годы. Выпуск 1. А-В. М.: Всесоюзное общество политических каторжан и ссыльно-поселенцев, 1933
- Деятели революционного движения в России. Био-библиографический словарь. Том третий: восьмидесятые годы. Выпуск 2. Г-З. М.: Всесоюзное общество политических каторжан и ссыльно-поселенцев, 1934
- Деятели революционного движения в России. Био-библиографический словарь. Том пятый: социал-демократы. 1880—1904. Выпуск 1. А-Б. М.: Всесоюзное общество политических каторжан и ссыльно-поселенцев, 1931
- Деятели революционного движения в России. Био-библиографический словарь. Том пятый: социал-демократы. 1880—1904. Выпуск 2. В-Гм. М.: Всесоюзное общество политических каторжан и ссыльно-поселенцев, 1933

Биографические справочники
- Политическая каторга и ссылка: Биографический справочник членов общества политкаторжан и ссыльнопоселенцев. М., 1929
- Политическая каторга и ссылка. Биографический справочник членов общества политкаторжан и ссыльнопоселенцев. М., 1934

Документы и воспоминания
- Революционное движение в 1905 году. Сборник воспоминаний. М. 1925
- «Давай улетим…»: Пьеса из жизни каторжан на «колесухе». М.: изд-во Всесоюз общ-ва политкаторжан и ссыльнопоселенцев, 1925
- Краухов В. И. «Красный лейтенант»: Из воспоминаний о лейт. П. П. Шмидте и восстании крейсера 1 — го ранга «Очаков» в 1905 г./Ред. и предисл. Н. Головиной. — М.: Изд — во Всесоюз. о — ва политкаторжан и ссыльнопоселенцев, 1926
- О. В. Аптекман. Мои первые шаги на пути пропаганды. М.: Издательство Всевоюзного общества политкаторжан и ссыльно-поселенцев, 1926
- Бух Н. К. Воспоминания / предисл. Феликса Кона. М.: Изд-во Всесоюзн. Общ-ва политкаторжан и сс.-поселенцев, 1928
- Русанов Н. С. В эмиграции / Под ред. И. А. Теодоровича. — М.: Изд-во Всесоюзного общества политкаторжан и ссыльнопоселенцев, 1929
- «Народная воля» в документах и воспоминаниях (Якимова-Диковская А. В., Фроленко М. Ф., Попова И. И., Ракитникова Н. И., Леонович-Ангарский В. В.). М.: Издательство Всесоюзного общества политкаторжан и ссыльнопоселенцев, 1930
- Короленко В. Г. Письма к П. С. Ивановской. — М.: Издательство политкаторжан, 1930
- В. С. Осташкина (Любатович) «Далёкое и недавнее», М., Издательство Всесоюзного общества бывших политкаторжан и ссыльнопоселенцев, 1930
- Обработка революционных песен: «Смело товарищи, в ногу», «Варшавянка», «Замучен тяжелой неволей», «Мы кузнецы», «Полоса», «Александровский централ». Изд. Общества политкаторжан, 1930
- Кулябко-Корецкий Н. Г. Из давних лет : Воспоминания лавриста / Козьмин Б. П., Константинов М. М. — М. : Издательство всесоюзного общества политкаторжан и ссыльнопоселенцев, 1931
- Засулич В. И. Воспоминания / подготовил к печати Б. П. Козьмин. — М.: Изд-во Всесоюз. о-ва политкаторжан и ссыльнопоселенцев, 1931
- Мандельштам М. Л. 1905 год в политических процессах. Записки защитника. М.: Изд-во Всесоюзного общества политкаторжан и ссыльнопоселенцев, 1931
- Десять лет. 1921—1931. Сборник статей и воспоминаний к десятилетнему юбилею Общества политкаторжан. Под редакцией Л. Старр, В. Плескова и Г. Крамарова. Москва, 1931
- На женской каторге. Сборник воспоминаний (В. Н. Фигнер, Л. О. Радзиловская, И. К. Каховская, А. Биценко, П. Ф. Меттер, М. М. Школьник, А. Я. Пирогова, Л. П. Орестова, Е. П. Зверева). Под ред. М. М. Константинова. М.: Издательство Всесоюзного общества политкаторжан и ссыльнопоселенцев, 1932
- Вера Фигнер. Избранные произведения. М.: Издательство Всесоюзного общества политкаторжан и ссыльнопоселенцев, 1933
- М. Р. Попов. Записки землевольца. — М.: Издательство Всесоюзного Общества политкаторжан и ссыльнопоселенцев, 1933
- Розеноер С. М. Что мы делали, 1901—1906 гг. — М.: Изд-во Всесоюз. о-ва политкаторжан и ссыльнопоселенцев 1933
- М. А. Бакунин. Собрание сочинений и писем (1828—1876). М.: Издательство Всесоюзного Общества политкаторжан и ссыльнопоселенцев, 1934
- Клочки воспоминаний. — М.: Изд-во Всесоюзного общ-ва политкаторжан и ссыльно-поселенцев, 1935

Исследования
- М. Маркелов. Декабрист Павел Иванович Пестель. — М.: Издательство Всесоюзного общества политкаторжан и ссыльнопоселенцев, 1925
- «Колесуха»: Амурская колёсная дорога. М.: изд-во Всесоюз. общ-ва политкаторжан и ссыльнопоселенцев, 1925
- Закс Е. Побеги русских революционеров. — М.: изд-во Всесоюз. о-ва политкаторжан и ссыльно-поселенцев, 1925
- Первый Совет рабочих депутатов. (Иваново-Вознесенский — 1905 г.). — М.: Изд-во Всесоюз. о-ва политкаторжан и сс.-поселенцев, 1925
- Тютчев Н. С. Революционное движение 1870-80 гг.: статьи по архивным материалам / ред. А. В. Прибылева. — М.: Изд-во Всесоюзн. общества политкаторжан и ссыльнопоселенцев, 1925
- Сибиряков С. Г. Григорий Иванович Котовский. — М.: Изд-во Всесоюзн. о-ва политкаторжан и ссыльнопоселенцев, 1925
- Кронштадт в 1905—1906 гг. Под ред. Ф. Когана. М.: Изд-во Всесоюз. о-ва политкаторжан и ссыльнопоселенцев, 1926
- Зубатовщина и рабочее движение в России. — М.: Изд-во Всесоюзного о-ва политкаторжан и ссыльнопоселенцев, 1926
- Трутовский В. Сорочинская трагедия. М. Изд-во всесоюзного общества политкаторжан и сс.-поселенцев. 1926
- Там, где решётки: Из жизни Зерентуйской каторги. Посмертный очерк / Предисл. В. А. Плескова. М.: изд. Всесоюзного общ-ва политкаторжан и ссыльнопоселенцев, 1926
- Русские революционеры. Часть 2. Каракозов. Нечаев. Засулич. Кропоткин. Алексеев. Халтурин. Желябов. Перовская. Морозов. Фигнер. Под ред. И.Сверчкова. М.: Издательство Всесоюзного общества политкаторжан и ссыльнопоселенцев, 1927
- Кара и другие тюрьмы Нерчинской каторги. — М.: Изд-во политкаторжан, 1927
- Р. П. Рейн Полевой центр «Пламя». — М.: Изд-во политкаторжан, 1927
- С. В. Ковалик. Революционное движение семидесятых годов и процесс 193-х. М.: Изд-во политкаторжан, 1928
- Народовольцы после 1-го марта 1881 года. — М.: Издательство Всесоюзного общества политкаторжан и ссыльнопоселенцев, 1928
- Ваховская В. И. Жизнь революционерки. М., Изд-во Всесоюз. о-ва политкаторжан и ссыльнопоселенцев, 1928
- Е. Л. Бройдо. В рядах РСДРП. — М.: Изд-во Всесоюзного общества политкаторжан и ссыльнопоселенцев, 1928
- Терешкович К. М. Московская революционная молодежь 80-х годов и С. В. Зубатов. — М.: Всесоюзное общество политкаторжан и ссыльно-поселенцев, 1928
- Балтфлот в годы реакции 1909—1913. — М.: Изд-во Всевоюзн. о-ва политкаторжан и сс.-поселенцев, 1928
- К. М. Терешкович. Московская революционная молодежь 80-х годов и С. В. Зубатов. — М.: Всесоюзное общество политкаторжан и ссыльно-поселенцев, 1928
- Розеноер С. М. Царская крепость. Трубецкой бастион. — 2-е изд. — М.: изд-во Всесоюзного о-ва политкаторжан и сс.-поселенцев, книжная фабрика Центр. изд-ва народов СССР, 1928
- Народовольцы 80-х и 90-х годов. — М.: Издательство Всесоюзного общества политкаторжан и ссыльнопоселенцев, 1929
- Охрана и революция : к истории тайных политических организаций, существовавших во времена самодержавия. — М.: Всесоюзное общество политкаторжан и ссыльно-поселенцев, 1929
- Левицкий В. Виктор Обнорский — основатель Северного Союза русских рабочих. — М.: Изд-во Всесоюзного общества политкаторжан и ссыльно-поселенцев, 1929
- Пугачевщина в помещичьей России. Восстание на правой стороне Волги в июне — октябре 1774 года. Под ред. С. И. Тхоржевского. М.: Изд-во Всесоюзного общества политкаторжан и сс.-поселенцев, 1930
- Генкин И. И. Среди политкаторжан / Всесоюз. общ. политкаторжан. — М., 1930
- «Народная Воля» перед царским судом. — М.: Издательство Общества политкаторжан, 1930
- Заговорщики и полиция = Conspirateurs et policiers . / Лев Тихомиров; редакция П. Анатольева; перевод с французского О. Жемчужиной. — Москва: Изд-во Всесоюзного о-ва политкаторжан и ссыльно-поселенцев, 1930
- Майнов И. И. Степан Григорьевич Ширяев: член Исполнительного комитета партии «Народная воля». М.: Изд-во политкаторжан, 1930
- Сидоров Н. А. Лев Николаевич Гартман : [Очерк жизни и деятельности]. — М.: Изд-во политкаторжан, 1930
- Кункль А. А. Андрей Афанасьевич Франжоли : Биографический очерк. — М. : Издательство Общества политкаторжан, 1930
- Третье отделение при Николае I. Под ред. И. М. Троцкого. М.: Издательство Всесоюзного общества политкаторжан и ссыльнопоселенцев, 1930
- Яковенко Е. И. Петр Абрамович Теллалов. — М.: Издательство Всесоюзного Общества политкаторжан и ссыльно-поселенцев, 1930
- Очерки истории крестьянских волнений на Урале в XVIII—XX вв Под ред. А. А. Савича. М.: Издательство Всесоюзного общества политкаторжан и ссыльнопоселенцев, 1931
- А. В. Корвин-Круковская (Жаклар) — друг Ф. М. Достоевского, деятельница Парижской коммуны издательство. Под ред. И. С. Книжника-Ветрова. М.: Всесоюз.общ-ва политкаторжан и ссыльно-переселенцев, 1931
- Кузьмин Д. (Колосов Е. И.) Народовольческая журналистика. М.: Издательство Всесоюзного Общества политкаторжан и ссыльнопоселенцев, 1931
- Народовольцы. М.: Издательство Всесоюзного Общества политкаторжан и ссылнопоселенцев, 1931
- Взволнованные лоботрясы. Очерк из истории «Священной дружины». — М.: Всерос. об-во политкаторжан и ссыльно-поселенцев, 1931
- Шебуев Н. Г. Дело о его рабочем величестве пролетарии всероссийском: Воспоминания о «Пулемёте», «днях свободы», «случайно случившейся амнистии», «гапониаде» и прочих вещах в кавычках. — М.: Издательство Всесоюзного общества политкаторжан и ссыльнопоселенцев, 1931
- Ходынка. Первые жертвы последнего царя. — М.: Издательство Политкаторжан, 1931
- Жизнь Шервуда Верного. М.: Издательство Всесоюзного общества политкаторжан и ссыльнопоселенцев, 1931
- В. И. Невский. Рабочее движение в январские дни 1905 года. — М.: изд-во Всесоюзного общества политкаторжан и ссыльнопоселенцев, 1931
- Учёба и культработа в тюрьме и на каторге. Под ред. В. Лескова. М.: Издательство Всесоюзного общества политкаторжан и ссыльнопоселенцев, 1932
- Розеноер С. М. Нелегальный транспорт. — М.: изд-во Всес. о-ва политкаторжан и сс.-поселенцев, 1932
- Революционное движение 1860 годов. Под ред. Б. И. Горева, Б. П. Козьмина. М.: Издательство Всесоюзного Общества политкаторжан и ссыльнопоселенцев , 1932
- Дружинин Н. М. Декабрист Никита Муравьёв. — М.: Изд-во политкаторжан, 1933
- Стачка на заводе «Треугольник». (Перед войной). — М.: Изд-во политкаторжан, школа ФЗУ Мособлполиграфа, 1933
- От девятнадцатого февраля к первому марта: очерки по истории народничества. — М.: Изд-во Всесоюзного общества политкаторжан и ссыльно-поселенцев, 1933
- Розеноер С. М. Ледяная тюрьма: (Якут. ссылка). [1882-1900]. — М.: Изд-во политкаторжан, 1934
- Восстание военных поселян Новгородской губернии в 1831 г. — М.: Изд-во политкаторжан, 1934
- Студенческое движение Московского университета в XIX столетии. — М.: Изд-во политкаторжан, 1934
- Булавинское восстание 1707—1708 гг. Под ред. Н. С. Чаева, К. М. Бибиковой, В.Волгина. М.: Издательство Всесоюзного Общества Политкаторжан и Ссыльнопоселенцев, 1935
- Розеноер С. М. Растопленный полюс: (Якутская ссылка 1900—1917 гг.). — М.: Изд-во политкаторжан, 1935
- Буланова О. К. Роман декабриста. Декабрист Ивашев и его семья. — М.: Изд-во Всесоюзного общества политкаторжан и ссыльно-поселенцев

Каталоги
- Всесоюзное общество политкаторжан и ссыльнопоселенцев. Каталог изданий. 1921—1931, М., 1931: то же, 1931—1934, М., 1935

### Помощь голодающим
Деятельность общества не ограничивалась только научно-исследовательской, издательской и выставочной деятельностью. Летом 1921 года оно создало комиссию из 30 человек, подотчётную Совету общества и Помголу, с целью сбора материальных средств и координации помощи голодающим. В состав комиссии вошли А. Биценко (председатель), С. Темкин, Г. Крамаров, В. Плесков, П. Маслов, И. П. Дубинский, А. М. Маркова и М. Д. Закгейм. В результате Комиссия спасла жизнь примерно трём с половиной тысячам детей.

### Материальная поддержка
Согласно уставу ОБПКиС (1921), одной из целей общества было оказание товарищеской взаимопомощи и помощи семьям погибших политкаторжан и ссыльнопоселенцев. Общество организовывало санатории, дома отдыха, столовые, артели, мастерские и т. д. Бывшие политкаторжане отдыхали в усадьбе Михайловское, которая до революции принадлежала графу С. Д. Шереметьеву. В настоящий момент там расположен санаторий «Михайловское».
В 1934 году в Москве был построен Клуб политкаторжан (арх. братья Веснины) как часть нереализованного «Дворца каторги и ссылки», который по задумке авторов должен был включать в себя музей, историко-революционный театр, библиотеку, издательство, редакцию журнала «Каторга и ссылка», архив и Центральный Совет ОБПКиС (теперь здесь располагается Центр театра и кино). Перед самым расформированием в Ленинграде для общества был построен знаменитый Дом политкаторжан на площади Революции.

## Сотрудничающие и конкурирующие организации
- «Общество по исследованию освободительного и революционного движения» М. Лемке и П. Е. Щёголева (1920)
- Истпарт (Комиссия по собиранию и исследованию материалов к истории Октябрьской революции и Российской коммунистической партии) (1920, находился в подчинении ЦК партии)
- «Всероссийский общественный комитет по увековечиванию памяти П. А. Кропоткина» (1921)
- Общество старых большевиков (1922)
- МОПР (1922)
- «Общество историков-марксистов» под руководством М. Н. Покровского (1925)

## Адреса общества
- Москва, Лопухинский переулок, 5 (Правление и канцелярия ОБПКиС; Центральный музей каторги и ссылки)
- Москва, ул. Воровского, 31/29 (Комендатура ОБПКиС)
- Москва, ул. Покровка, 37 («Дом коммуны» ОБПКиС, РЖСКТ «Политкаторжанин»)
- Москва, Б. Харитоньевский переулок, 25 (Общежитие ОБПКиС)
- Москва, ул. Петровка, 7 (склады и книжный магазин «Маяк», где реализовывалась продукция ОБПКиС)[39]

## Музей политкаторжан
Во время Перестройки жильцы бывшего дома политкаторжан в Москве пытались создать музей, посвящённый деятельности ОБПКиС и судьбам его членов (в здании по адресу Машков переулок, 15). С 1981 по 1995 год в подмосковном посёлке Клязьма действовал «Музей-квартира политкаторжан и ссыльных поселенцев» (Клязьма, ул. Боткинская, 19). Он был создан по инициативе учительницы и воспитателя детского дома Аллы Иосифовны Лабок, чей отец-политкаторжанин был репрессирован в советское время. В 1995 году здание музея сгорело.